# A Palo Seko
A Palo Seko va ser un grup de música hardcore punk originari d'Alcalá de Henares.

## Trajectòria
Es van donar a conèixer en guanyar un concurs local l'any 1986. Part de l'atenció que van rebre dels mitjans de comunicació va ser per transgredir tota mena de límits, com defecar a l'escenari o aparèixer nus a la revista Interviú el 1994.
A la coberta de La paja en el ojo ajeno, un recopilatori publicat el 2001, apareix Martínez el Facha, un conegut personatge de còmic de la revista El Jueves.
El dissabte 16 de gener de 2010, van realitzar 6 concerts gratuïts en una mateixa nit, a Alcalá de Henares i en 6 sales diferents: Tic-Tac, Kajuna, Rock/Night, Imsomnio, Gotham i Rockala. Aquesta actuació múltiple va servir de presentació de l'àlbum El disko rojo a la seva ciutat, i va ser certificada com a rècord Guiness de màximes actuacions musicals en un sol dia.

## Discografia
- Kaña burra del Henares (1994)
- …y no pasa nada (1995)
- Pp Pinocho (EP, 1996)
- No todo el monte es orégano (1998)
- ¿Dónde está Wally? (EP, 1999)[6]
- Por fin al fin el fin (2000)
- La paja en el ojo ajeno (2001)
- Lamekulos Sin Fronteras (2003)
- Si no te gusta lo ke hacemos… Jódete (Doble CD, 2005):
  - CD 1 Jódete (directe)
  - CD 2 Haberlo hecho tú (versions de Mago de Oz, Mojinos Escozíos, A.N.I.M.A.L., Barricada, Commando 9mm, Evaristo Páramos, Boikot, Porretas, Manolo Kabezabolo...)
- Live After Dis… co Homenaje (2007)
- El disko rojo (2010)[7]
- Kañaversario (2013)[8]